# Episodi de Il nonno nel taschino (prima stagione)
La prima stagione della serie televisiva Il nonno nel taschino è stata trasmessa in anteprima nel Regno Unito dalla CBeebies tra il 10 febbraio 2009 e il 17 marzo 2009.
| nº | Titolo originale                                | Titolo italiano | Prima TV UK      | Prima TV Italia |
| -- | ----------------------------------------------- | --------------- | ---------------- | --------------- |
| 1  | Beowulf the Brilliant                           |                 | 10 febbraio 2009 |                 |
| 2  | How to Handle a Hamster                         |                 | 11 febbraio 2009 |                 |
| 3  | Mr Liker Biker's Big Mountain Mission           |                 | 12 febbraio 2009 |                 |
| 4  | The Robot to Beat all Robots                    |                 | 13 febbraio 2009 |                 |
| 5  | Princess Purpelovna's Plan                      |                 | 16 febbraio 2009 |                 |
| 6  | Mr Krumpgrumble's Visit                         |                 | 17 febbraio 2009 |                 |
| 7  | The Most Splendiferous Sandcastle in Sunnysands |                 | 18 febbraio 2009 |                 |
| 8  | A Fabulous Family Photo                         |                 | 19 febbraio 2009 |                 |
| 9  | Miss Smiley's Summer Show                       |                 | 20 febbraio 2009 |                 |
| 10 | The Wonderful World of Mr Whoops                |                 | 23 febbraio 2009 |                 |
| 11 | Chaos in the Cafe                               |                 | 24 febbraio 2009 |                 |
| 12 | The Day the Baby Came to Stay                   |                 | 25 febbraio 2009 |                 |
| 13 | A Garden Full of Beasts                         |                 | 26 febbraio 2009 |                 |
| 14 | A Toy for a Boy Called Troy                     |                 | 27 febbraio 2009 |                 |
| 15 | Trouble for Bubbles                             |                 | 2 marzo 2009     |                 |
| 16 | Shake Up and Shape Up                           |                 | 3 marzo 2009     |                 |
| 17 | Mr Marvelloso's Magic Show                      |                 | 4 marzo 2009     |                 |
| 18 | A Tuneful Toot on a Trumpet                     |                 | 5 marzo 2009     |                 |
| 19 | Getting Aunt Loretta Better                     |                 | 6 marzo 2009     |                 |
| 20 | Sweet Dreams for Cousin Alvin                   |                 | 9 marzo 2009     |                 |
| 21 | Something to Treasure Forever                   |                 | 10 marzo 2009    |                 |
| 22 | A Saturday Full of Surprises                    |                 | 11 marzo 2009    |                 |
| 23 | Magic in the Air                                |                 | 12 marzo 2009    |                 |
| 24 | Nothing Stops Grandpa                           |                 | 13 marzo 2009    |                 |
| 25 | Grandpa's Busy Bee Day                          |                 | 16 marzo 2009    |                 |
| 26 | Captain Dumbletwit's Spaceship Cake             |                 | 17 marzo 2009    |                 |